# Mount Stephenson (Alexander-I.-Insel)
Mount Stephenson ist mit 2985 m der höchste Berg der Alexander-I.-Insel westlich der Antarktischen Halbinsel. In der Douglas Range ragt er 13 km westlich des George-VI-Sunds an den Kopfenden des Toynbee- und des Sedgwick-Gletschers auf.
Die erste Sichtung geht wahrscheinlich auf Teilnehmer der fünften französischen Antarktisexpedition (1908–1910) unter der Leitung des Polarforschers Jean-Baptiste Charcot am 21. Januar 1909 zurück. Alfred Stephenson (1908–1999), späterer Namensgeber des Berges, William Launcelot Scott Fleming (1906–1990) und George Colin Lawder Bertram (1911–2001) nahmen 1936 bei der British Graham Land Expedition (1934–1937) unter der Leitung des australischen Polarforschers John Rymill die ersten geodätischen Vermessungen vor. Die Ostseite des Berges wurde 1948 von Mitarbeitern des Falkland Islands Dependencies Survey, die den Berg auch benannten, erneut vermessen.